# Tuez Iouchtchenko !
Tuez Iouchtchenko ! est le 158e roman de la série SAS, écrit par Gérard de Villiers et publié aux éditions Gérard de Villiers en avril 2005. Comme tous les SAS parus au cours des années 2000, le roman a été édité lors de sa publication en France à 500 000 exemplaires. Le roman a fait l'objet d'une nouvelle publication en 2015 avec une page de couverture différente.
L'action se déroule courant décembre 2004 en Ukraine. Le contexte politique est tendu. Alors qu'on est en pleine révolution orange, la CIA enquête sur l'empoisonnement dont vient d'être victime Viktor Iouchtchenko et soupçonne le FSB d'avoir commandité l'affaire. Or le principal suspect de l'empoisonnement et la femme qui l'hébergeait viennent d'être retrouvés morts (double assassinat déguisé en double suicide). Malko est envoyé en Ukraine pour empêcher toute nouvelle attaque contre Iouchtchenko et pour remonter la filière de l’attentat.

## Publications et notoriété du roman
Dans le numéro de juillet-août 2014 de la Revue des Deux Mondes dont le titre est « G. de Villiers : enquête sur un phénomène français », il est précisé sous la plume de Serge Brussolo, en page 79 de la revue, que « (…) à la fin des années 1960, la vente moyenne d'un SAS tournait autour des 250 000 exemplaires. Gérard de Villiers en écrivait quatre par an. Ce à quoi s'ajoutaient les rééditions continuelles des anciens titres. Au bas mot, plus d'un million de volumes vendus chaque année à un public englobant des couches socioprofessionnelles allant de l'ouvrier métallurgiste au cadre supérieur. Aujourd'hui, en ces temps de grande misère éditoriale, de tels chiffres font rêver. »
Dans son essai consacré à la biographie de Gérard de Villiers et aux romans de la série SAS, Benoît Franquebalme indique le succès grandissant des romans dans le public.
Ainsi dès 1967, les ventes sont de 100 000 exemplaires par tome (soit 400 000 exemplaires par an).
À partir de 1976 et dans les années qui suivent, les romans sont tirés à 550 000 exemplaires le premier jour de la parution.

## Personnages principaux

### Américains et alliés
- Malko Linge : héros du roman, Autrichien, agent contractuel de la CIA.
- Donald Redstone : chef de poste de la CIA à Kiev.
- Irina Murray : agent de la CIA à Kiev.
- John Muffin : adjoint de Donald Redstone.

### Ukrainiens
- Roman Marchouk : jeune homme ; agent ponctuel du FSB.
- Evguena Bogdanov : jeune femme ; elle héberge Roman Marchouk.
- Iouri Bogdanov : son époux.
- Viktoria Posnyaki : prostituée ; amie d'Evguena Bogdanov.
- Svetlana :
- Evgueni Tchervanienko : responsable de la sécurité de Iouchtchenko.
- Vladimir Sevchenko : Ukrainien déjà croisé par Malko huit ans auparavant[4].
- Tatiana : Ukrainienne déjà croisée huit ans auparavant[4].

### Autres personnages
- Stephan Oswacian : Polonais ; agent du FSB en Ukraine.
- Nikolaï Zabotine : responsable du FSB à Kiev.
- Rem Tolkatchev : conseiller de Vladimir Poutine pour le renseignement.

## Résumé

### Début du roman
À Kiev en décembre 2004, Evguena Bogdanov héberge Roman Marchouk pour un motif non précisé. Roman a peur. Trois homme se présentent au domicile d'Evguena. Ils s'emparent de Roman et le balancent par la fenêtre. Ils font subir le même sort à Evguena. Le double assassinat est déguisé en double suicide par défenestration, ou en meurtre d'Evguena par son petit ami qui se suicide (chapitre 1).
La CIA soupçonne que les Russes veulent tuer Viktor Iouchtchenko après l'échec de son empoisonnement à la dioxine, trois mois auparavant. Sous la couverture d'un agent de l'Organisation pour la sécurité et la coopération en Europe (OSCE), Malko est envoyé à Kiev pour enquêter. Il débarque à l’aéroport de Kiev et est accueilli d'abord par Irina Murray, membre de la CIA, puis par Donald Redstone, le chef de poste de la CIA à Kiev, et son adjoint John Muffin. Le centre ville de Kiev est perturbé par les manifestations concernant les élections présidentielles ukrainiennes pour lesquelles un nouveau vote doit avoir lieu. Le candidat Viktor Iouchtchenko se remet de ce qui semble être un empoisonnement lors d’un dîner avec des responsables du Service de sécurité d'Ukraine (SBU). Malko est informé de l’opération « Ukraine » voulue par George Bush faisant suite à des actions de désoviétisation du pays, dont l’objectif est le basculement vers l’Ouest (une partie de la classe politique étant restée inféodée à Moscou malgré l’indépendance) et mettre fin à l’emprise russe. La CIA a également enquêté sur l'empoisonnement dont a été victime Viktor Iouchtchenko et soupçonne le serveur embauché pour la réception, qui vient justement d’être retrouvé mort (cf. chapitre précédent). Malko est missionné pour empêcher toute nouvelle attaque contre Iouchtchenko (chapitre 2).
Si on ne sait rien de Roman Marchouk, on sait que Evguena Bogdanov avait une amie, dont on ignore l'identité et l'adresse. C'est le seul début de piste que l'on a, et Redstone promet à Malko qu'Irina pourra l'aider (chapitre 3).

### Aventures
Grâce à Irina, Malko retrouve la trace de l'amie d'Evguena Bogdanov. Elle s'appelle Viktoria Posnyaki et est prostituée. Malko la « tamponne », lui fait croire qu'il est un riche client potentiel, l'emmène dîner. À la suite d'une erreur de Malko qui a caché son pistolet en bas de son dos, et que Viktoria a détecté, la jeune femme croit que Malko est là pour l'assassiner. L'agent secret en profite pour l'interroger. Une fois mise en confiance, Viktoria lui révèle que Evguena était en lien avec un Polonais dont le prénom était Stephan. Elle le lui décrit. Changement de décor : le colonel Nikolaï Zabotine est l'officier supérieur envoyé par le FSB à Kiev pour éliminer Iouchtchenko. C'est lui qui avait recruté Stephan Oswacian, à qui il avait remis la dioxine, ainsi que Roman Marchouk et Evguena Bogdanov (chapitres 4 et 5).

## Autour du roman
- Malko était déjà venu en Ukraine huit ans auparavant dans Opération Lucifer (SAS n°122).